# Travertino

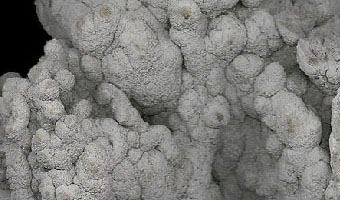
Travertino não polido

O travertino é uma rocha calcária, composta de calcita, aragonita e limonita, com bandas compactas, paralelas entre si, nas quais se observam pequenas cavidades, onde predominam os tons que passam pelo branco, verde ou rosa, apresentando, frequentemente, marcas de ramos e folhas. Também é conhecida pelo nome de tufo calcário.
O seu nome vem do latim lapis tiburtinus, pedra de Tibur, actual Tivoli. 
Sendo esta uma rocha sedimentar quimiogénica.

## Formação
É formado em zonas kársticas calcárias, pela precipitação de carbonato de cálcio por acção da água doce, o que provoca espaços ocos e o depósito de materiais em bandas mais ou menos paralelas.
Há grandes pedreiras deste tipo de rocha no México, na Turquia e no Peru e região de Jacobina e Ourolândia, da Chapada Diamantina no Brasil, mas as variedades mais famosas são as italianas, sendo o de Tivoli um dos mais procurados.
Minerais constituintes: calcite (CaCO3), aragonite (CaCO3) e limonita (Fe2O3NH2O)

## Aplicações
É usada como pedra ornamental em arquitetura, em estado natural ou polida, aplicada em interiores, exteriores e em decoração.
O seu uso em construcção, tanto na arquitectura clássica romana como na actualidade, deve-se à sua durabilidade, fácil aplicação e às suas qualidades estéticas.
O Coliseu de Roma, em Itália, e a Basílica de São Pedro, no Vaticano, estão construídos com travertino, entre outros materiais.